# 석덕
석덕(石德, ? ~ 기원전 91년)은 전한 중기의 관료로, 하내군 온현(溫縣) 사람이다. 승상 석경의 아들이다.

## 행적
태초 3년(기원전 102년), 석경이 죽었다. 무제는 석경이 생전에 석덕을 몹시 사랑했다 하여, 석덕으로 하여금 목구후(牧丘侯) 작위를 잇게 하고 태상에 임명하였다.
천한 원년(기원전 100년), 제사에 쓸 희생물을 속인 죄로 목이 베일 처지에 놓였다. 석덕은 속죄금을 내어 사형만은 면하였고, 서인이 되었다.
훗날 다시 조정에 나아가 태자소부를 지내던 중 태자 유거에게 거병을 종용하여 함께 반란을 일으켰으나(무고의 난), 반란은 진압되어 경건에게 사로잡히고 처형되었다.

## 출전
- 사마천, 《사기》
  - 권20 건원이래후자연표 중국어 위키문헌에 이 글과 관련된 원문이 있습니다. 사기 권20 건원이래후자연표
  - 권103 만석장숙열전 중국어 위키문헌에 이 글과 관련된 원문이 있습니다. 사기 권103 만석장숙열전
- 반고, 《한서》
  - 권18 외척은택후표 중국어 위키문헌에 이 글과 관련된 원문이 있습니다. 한서 권18 외척은택후표
  - 권19하 백관공경표 下 중국어 위키문헌에 이 글과 관련된 원문이 있습니다. 한서 권19하 백관공경표 下
  - 권63 무오자전 중국어 위키문헌에 이 글과 관련된 원문이 있습니다. 한서 권63 무오자전
  - 권66 공손유전왕양채진정전 중국어 위키문헌에 이 글과 관련된 원문이 있습니다. 한서 권66 공손유전왕양채진정전

| 전임 장창 | 전한의 태상 기원전 102년 ~ 기원전 100년 | 후임 조제 |

| 선대 아버지 목구염후 석경 | 전한의 목구후 기원전 102년 ~ 기원전 100년 | 후대 (봉국 폐지) |